# Drogheda
Drogheda (irsky Droichead Átha) je přístavní město na východě Irska, největší město hrabství Louth. Nachází se 56 km severně od Dublinu a 35 km jižně od Dundalku, na hlavní železniční a silniční trase spojující Dublin a Belfast. Městem protéká řeka Boyne. Podle statistických údajů v roce 2006 zde žilo 28 973 obyvatel.